# Heterorachis insolens
Heterorachis insolens là một loài bướm đêm trong họ Geometridae.